# 2350 von Lude
2350 von Lude је астероид главног астероидног појаса чија средња удаљеност од Сунца износи 2,241 астрономских јединица (АЈ).
Апсолутна магнитуда астероида је 13,4.